# Északi-Urál
Az Északi-Urál (oroszul: Северный Урал) az oroszországi Urál hegylánc része. Közigazgatásilag Komiföldhöz, Hanti- és Manysiföldhöz, a Szverdlovszki területhez és a Permi határterülethez tartozik. A hegylánc északon a Sarkközeli-Urállal, délen a Középső-Urállal folytatódik.

## Földrajz
Az Északi-Urál több mint 500 km hosszan nyúlik el észak-déli irányban; hegyei 800–1200 m-re, északon és délen ennél magasabbra emelkednek. Északon a Scsugor folyó keresztvölgyétől (64º é. sz.) és az itt emelkedő Tyelposziz-hegytől (Tyelposz-iz) délen az Oszljanka-hegyig (1119 m), illetve a Konzsakovszkij Kameny-hegyig (1569 m) terjed. Központi része két hosszirányú hegyvonulatból áll.
A keleti hegyvonulat a vízválasztó; a nyugatit széles folyóvölgyek különálló részekre tagolják, ahol a hegycsúcsok magasabbra emelkednek, mint a keleti vízválasztón. Itt van az Északi-Urál legmagasabb hegye is, a Tyelposz-iz (1617 m). A központi hegyvonulatokat gneisz, kristályos pala, kvarcit építi fel; a nyugati lejtők főként üledékes kőzetekből, a keletiek vegyesen üledékes és magmás kőzetekből állnak.
A fő hegyvonulatoktól nyugatra a hegylánc előterének (előhegyeinek) széles sávja húzódik. A hosszan elnyúló hátságok, alacsony hegyvonulatok – helyi nevük: parma – 500–600 m-ig emelkednek, tetejük többnyire lapos. (A Magas-Parma [Высокая Парма] például a Kolva és az Ilics folyók közén 140 km hosszan terül el, legmagasabb pontja 522 m). A keleti előhegyek sávja keskenyebb. 300–600 m magas, enyhe lejtésű hátakból („uvali”) áll, föléjük sziklás hegycsúcsok magasodnak (Gyenyezskin Kameny, 1492 m; Csisztop, 1292 m).

### Éghajlat
A tél hosszú, a nyár rövid és hűvös. A júliusi középhőmérséklet az előhegyi zónában 14–15 °C, a hegycsúcsokon csak 7–9 °C. Az északi területek nyugati oldalára a Sarkközeli-Uráléhoz hasonlóan sok csapadék érkezik (1000 mm-nél több). A hótakaró vastagsága a nyugati előtéri sávban 70–90 cm, a magas hegyek nyugati lejtőin akár a másfél, két métert is eléri. A keleti lejtőkön azonban mindig kevesebb a csapadék (550–600 mm) és vékonyabb a hótakaró. Dél felé a csapadék mennyisége fokozatosan csökken, a hótakaró is vékonyabb.
A magasabb régiókban északon az örökfagy (permafroszt) összefüggő területeket borít, délen csupán szigetszerű foltokban van jelen. Gleccserek (két „apró” kivételével) nincsenek, de a jégkori gleccserek felszínformáló munkája kárfülkék, gleccservölgyek formájában a 61° északi szélességig mindenütt megtalálható.

### Vízrajz

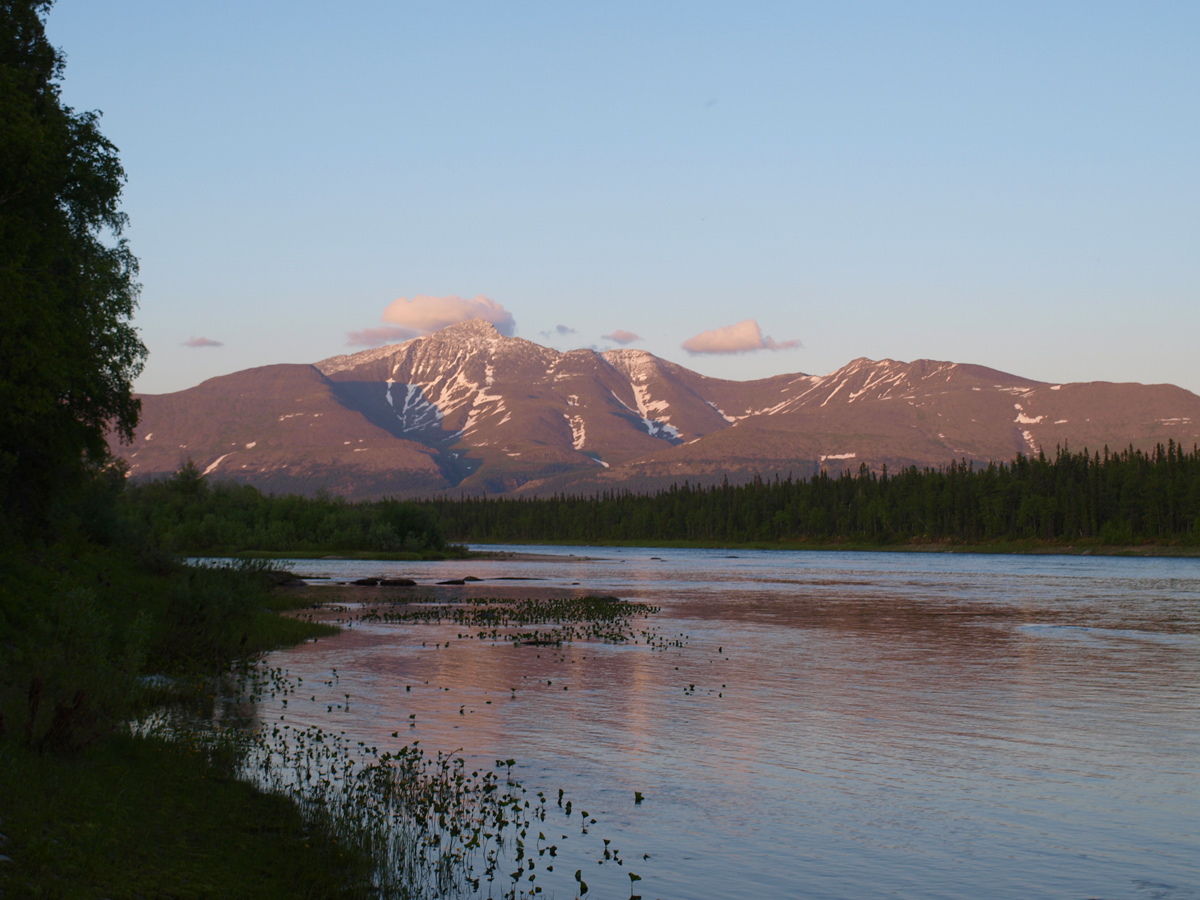
A Tyelposz-iz-hegy (Tyelposziz) a Tyelposz folyó torkolata felől.

Az Északi-Urál folyói közül a nyugati oldalon eredők a jelentősebbek. A kelet felé tartó Lozva és Északi-Szoszva mellékvizei kevésbé bővízűek. A nyugati lejtőkön ered a Pecsora, valamint nagyobb jobb oldali mellékfolyói közül az Ilics (Ылыч, Ылыдз, 411 km) és a Scsugor (300 km). Az Északi-Urálban ered a Kámába ömlő Visera és annak mellékfolyója, a Kolva is (460 km). A hegylánc előterében és a hegyközi medencékben sok az elmocsarasodott terület.
A hegyekben kétszáznál több kis tó bújik meg. Nagy többségük a keleti oldal erdővel borított részein, 200–500 m magasságban található. A nyugati oldal glaciális eredetű apró tavai mélyebbek és magasabban fekszenek. A magashegyi tavak egyike a Tyelposz-tó, az azonos nevű hegy északi lejtőjének kárfülkéjét tölti ki 1000 m tengerszint fölötti magasságban.

### Növényzet
A nyugati hegyoldalakon a jegenye- és lucfenyőből álló erdők északon 500 m-ig, délen már 800 m magasságig felkapaszkodnak. A szárazabb éghajlatú keleti oldalon az erdei- és vörösfenyő összetételű tajga az uralkodó, sűrű moha aljnövényzettel. Az erdőhatáron túl ritkaerdők, cserjék, törpefák találhatók; keleten inkább vörösfenyő, nyugaton törpenyír. Följebb a hegyi tundra öv következik 1100–1200 m-ig, az ennél magasabbra nyúló csúcsokon hideg kősivatag uralkodik. A nyugati előhegyeket (parmá-kat) sötét-tajga borítja.

### Természetvédelem
Az Urálnak ezt a szakaszát a jelentősebb gazdasági tevékenység még javarészt – a déli iparvárosok (Krasznoviserszk, Ivgyel, Szeverouralszk) kivételével – elkerülte. Az előtereken folytatnak ugyan fakitermelést és faúsztatást, de maradtak még a gazdasági tevékenységtől érintetlen hatalmas erdők, hegyvidéki területek. Az Északi-Urálban és előtereiben három természetvédelmi terület található. 
- Legnagyobb és legrégibb a Pecsora és az Ilics folyók között és mentén, két különálló részből, összesen kb. 720 000 hektáron kialakított természetvédelmi terület.
- A Gyenyezskin Kameny-hegységben és környékén fekvő természetvédelmi terület; 1961-ben megszüntették, 1991-ben a korábbinál sokkal szűkebb határok között ismét megalapították (kb. 78 000 ha).
- A Visera folyón és vidékén 1991-ben újonnan létrehozott természetvédelmi terület (kb. 241 000 ha).